# Odise Roshi
Odise Roshi (ur. 22 maja 1991 w Fierze) – albański piłkarz występujący na pozycji pomocnika. Obecnie zawodnik Achmatu Grozny.

## Sukcesy
Flamurtari Wlora
- wicemistrz Albanii: 2010/11

HNK Rijeka
- wicemistrz Chorwacji: 2015/16